# 利多卡因
利多卡因 （INN:lidocaine)，又稱里格卡因 (lignocaine)，並以品牌名稱Xylocaine等於市面上銷售，是一種胺和醯胺類（由胺和醯胺基團組成）局部麻醉劑。它也用於治療心室性心搏過速和心室顫動。當利多卡因用於局部麻醉或神經阻斷時，通常可在幾分鐘內開始作用，效果可持續半小時到三小時。摻有利多卡因的混合物也可直接塗抹於皮膚或黏膜上，達到區域麻醉的目的。它常與少量腎上腺素 (INN：epinephrine) 混合使用，可延長其局部作用並減少出血。
若經由靜脈注射，可能會引起大腦相關副作用，例如意識模糊、視力改變、麻木、刺痛及嘔吐。它可能導致低血壓和心律不整。有認為將其注射至關節內可能會造成軟骨問題的疑慮。利多卡因在個體於懷孕期間使用，一般認為對於胎兒的安全無虞。肝功能異常者可能需降低劑量。對丁卡因或苯佐卡因過敏的人，使用利多卡因通常屬於安全。利多卡因屬於Ib型抗心律不整藥。這表示它透過阻斷鈉離子通道來降低心臟收縮的速率。當注射在神經附近時，會導致神經無法擔任傳導大腦信號的工作。
利多卡因於1946年被發現，並於1948年獲准上市。它已列入世界衛生組織基本藥物標準清單之中。市面上已有其通用名藥物（學名藥）販售。利多卡因於2022年是美國處方量排名第26位的藥物，開立的處方箋數量超過100萬張。

## 醫療用途

### 局部麻醉劑
利多卡因用於局部麻醉，療效特點是作用迅速，且藥效持續時間中等。因此，利多卡因適用於浸潤麻醉（將局部麻醉溶液直接注射到需要麻醉的組織中）、神經阻斷麻醉（將局部麻醉劑注射到特定神經或神經群附近，以阻斷疼痛訊號）和表面麻醉（麻醉劑直接塗抹於皮膚或黏膜，以減輕特定區域的疼痛）。對於脊髓麻醉和硬脊膜外麻醉，有時會優先選擇作用時間更長的物質，如布比卡因。不過，利多卡因的優點是作用迅速。
利多卡因是牙科中最常用的局部麻醉劑之一。它能透過多種方式給藥，最常見的是作為神經阻斷或局部浸潤麻醉，具體取決於所進行的治療類型和口腔操作區域。

### 心律不整
利多卡因是一種常見的Ib型抗心律不整藥物。當無法取得胺碘酮或有禁忌症時，可經由靜脈注射利多卡因，用於治療心室性心律不整（適用於急性心肌梗塞、地高辛中毒、心臟復律或心臟導管插入術後）。針對此適應症，利多卡因應在啟動心臟除顫、心肺復甦術 (CPR) 和給予升壓劑之後施用。隨著醫學研究進展，現在認為給予心肌梗塞後的患者常規性利多卡因作為預防性用藥，其整體效益不夠顯著，因此不再作為標準建議。

### 癲癇
於2013年發表的一篇關於新生兒癲癇發作治療的回顧性研究建議，若苯巴比妥未能止住癲癇發作，可利用靜脈注射利多卡因作為二線治療。

### 其他
靜脈注射利多卡因也用於治療慢性疼痛和急性手術後疼痛，作為一種減少使用阿片類藥物的方法。然而，此用途的證據品質不佳，因此難以與與使用安慰劑或硬脊膜外麻醉進行比較。
吸入式利多卡因可用作止咳藥，透過在週邊的作用來降低咳嗽反射。
於2019年發表的一項系統綜述，提出尿道內施用利多卡因能減輕接受膀胱鏡檢查男性患者的疼痛。
利多卡因除其麻醉功效外，若與乙醇、氨水和乙酸混合使用，也能有效應對水母螫傷。這種組合不僅能迅速麻痺患處，減輕疼痛，還能阻止水母的刺細胞進一步釋放毒液，而避免傷勢惡化。
罹患胃炎的個體，飲用粘稠的利多卡因製劑將能幫助緩解疼痛。
於2021年發表的的一項研究報告，提出男性在性行為前10-20分鐘於龜頭施用5%利多卡因噴劑，能顯著改善早洩問題。另一項研究則提出於性行為前20分鐘塗抹5%利多卡因-丙胺卡因乳膏，也有預防早洩的效果。

## 不良反應
使用利多卡因進行局部麻醉，在正確給藥情況下的不良反應 (ADRs) 很少發生。大多數與麻醉用利多卡因相關的不良反應都與給藥技術（導致全身性暴露）或麻醉的藥理作用有關，極少發生過敏反應。過量利多卡因，而導致全身性暴露，主要會導致中樞神經系統 (CNS) 和心血管系統的影響 - 利多卡因過量對中樞神經系統的影響，通常在血液濃度不高時就會出現。而心血管系統的額外影響，則需要較高濃度才會發生，不過即使在低濃度下，仍有可能導致心血管衰竭（心臟和/或血管系統突然失去有效功能）。各器官系統的不良反應如下：
- 中樞神經系統興奮
- 中樞神經系統抑制（隨暴露量增加而加重）
- 心血管系統[28]
- 呼吸系統
- 胃腸道
- 耳朵（耳鳴）
- 眼睛
- 皮膚
- 血液（正鐵血紅蛋白血症）
- 過敏反應

通常情況下，利多卡因與血管收縮劑（如腎上腺素）同時使用屬於安全，即使是用在鼻子、耳朵、手指和腳趾這些部位也沒問題。雖然有人曾擔心在這些部位使用會導致組織壞死，但現有證據並不支持這種觀點。
將利多卡因用於脊髓麻醉可能會增加短暫性神經症狀的風險，這是一種在手術後有時會立即出現的疼痛狀況。

### 交互作用
任何同時是CYP3A4和CYP1A2配體的藥物，都可能會增加利多卡因的血清濃度並提高其毒性風險，或是降低血清濃度並影響藥效，這取決於這些藥物有誘導，或是抑制此類肝酶的作用。對於可能增加正鐵血紅蛋白血症風險的藥物也應仔細考量。決奈達隆和脂質體嗎啡絕對是禁忌症，因為它們可能增加血清濃度。但還有數百種其他藥物需要監測其交互作用。

### 禁忌症
使用利多卡因的絕對禁忌症有：
- 罹患二度或三度心臟傳導阻滯（英语：Heart block）者（未裝置心臟節律器者）
- 罹患嚴重竇房傳導阻滯（英语：sinoatrial block）者（未裝置心臟節律器者）
- 對利多卡因或胺和醯胺類局部麻醉劑有嚴重不良反應者
- 對玉米及玉米相關製品過敏者（混合注射劑中含有玉米來源的葡萄糖）
- 同時接受奎尼丁、氟卡尼（英语：Flecainide）、二異丙胺、普魯卡因胺（I類抗心律不整藥物）治療者
- 之前使用胺碘酮鹽酸鹽者
- 罹患亞當斯-斯托克斯症候群（英语：Adams–Stokes syndrome）者[32]
- 罹患沃夫巴金森懷特症候群者[32]
- 美國食品藥物管理局 (FDA) 不建議使用粘性利多卡因來治療嬰幼兒的長牙疼痛。[33]

有以下情況的人應謹慎使用：
- 非心律不整引起的低血壓
- 心跳過緩
- 加速性特發心室心律（英语：Accelerated idioventricular rhythm）
- 年長者
- 罹患埃勒斯-當洛二氏症候群者（局部麻醉劑效果可能會降低）。[34]
- 假性膽鹼酯酶缺乏症（英语：Pseudocholinesterase deficiency）
- 關節內注射（此種做法未經核准，可能會導致軟骨溶解）
- 紫質症，特別是急性間歇性紫質症（英语：acute intermittent porphyria）。雖然它因會誘導肝臟酶而被歸類為可能引起紫質症的物質，[35]但臨床證據顯示利多卡因並不是。[36]布比卡因是一種安全的替代選擇。
- 肝功能受損者[37]

### 過量
發生利多卡因過量的情況可能是由於局部外用或腸胃外途徑過度給藥、兒童意外口服局部外用製劑（兒童對過量會更敏感）、意外靜脈注射（而非皮下、鞘內或子宮頸旁注射），或美容手術中皮下浸潤麻醉使用時間過長。最大利多卡因安全劑量為每公斤體重3毫克。

### 關節鏡術後盂肱關節軟骨溶解症
大劑量的利多卡因可能對軟骨有毒性，而關節內注射可能導致關節鏡術後盂肱關節軟骨溶解症。

## 藥理學

### 作用機轉
利多卡因透過延長神經元細胞膜上快速電壓門控鈉離子通道的失活狀態，來改變神經元的訊號傳導。這些通道負責動作電位的傳播。當阻斷作用足夠時，電壓門控鈉離子通道不會開啟，也就不會產生動作電位。精細的劑量調整可高度選擇性地阻斷感覺神經元，而較高濃度則會連帶影響到其他類型的神經元。
相同的原理也適用於這種藥物在心臟中的作用。透過阻斷傳導系統以及心肌細胞中的鈉離子通道，可提高去極化閾值，使心臟更不容易啟動或傳導可能導致心律不整的早期動作電位。

### 藥物動力學
在利多卡因注射劑給藥後，通常在四分鐘內開始發揮作用，並持續半小時到三小時。有95%的利多卡會被肝臟代謝（去烷基化），主要透過CYP3A4轉化為具有藥理活性的代謝物單乙基甘氨酸木醯胺 (monoethylglycinexylidide, MEGX)，然後再轉化為無活性的甘氨酸木醯胺 (glycine xylidide)。MEGX的生物半衰期比利多卡因長，但其鈉離子通道阻斷作用較弱。

## 化學

### 溫度和壓力對構象偏好的影響
利多卡因構象異構體在超臨界二氧化碳 (scCO2) 中的動態轉變，高度依賴於壓力和溫度等外部因素。當這些條件改變，會導致不同的構象，進而影響分子的物理化學性質。這些變化的顯著後果之一是使用超臨界二氧化碳微粉化生產利多卡因時的顆粒大小。分子內醯胺基團位置的變化會觸發分子內和分子間氫鍵的重新分佈，影響微粉化過程的結果和最終的顆粒大小。

## 獸醫用途
利多卡因在全球的寵物動物和經濟動物獸醫學中受到廣泛使用，並被世界獸醫協會和世界小動物獸醫協會（World Small Animal Veterinary Association）列為基本獸醫藥物。

## 歷史
利多卡因是第一種胺和醯胺類局部麻醉劑（以前是胺酯類），由瑞典化學家Nils Löfgren於1943年首次合成（取名"賽羅卡因" (xylocaine)）。尼爾斯·洛夫格倫的同事Bengt Lundqvist在自己身上進行首次注射，進行麻醉實驗。利多卡因於1949年獲准上市。

## 社會與文化

### 劑型
利多卡因通常以鹽酸鹽形式製備，有多種劑型可供選擇，包括多種局部製劑和用於注射或輸注的溶液。

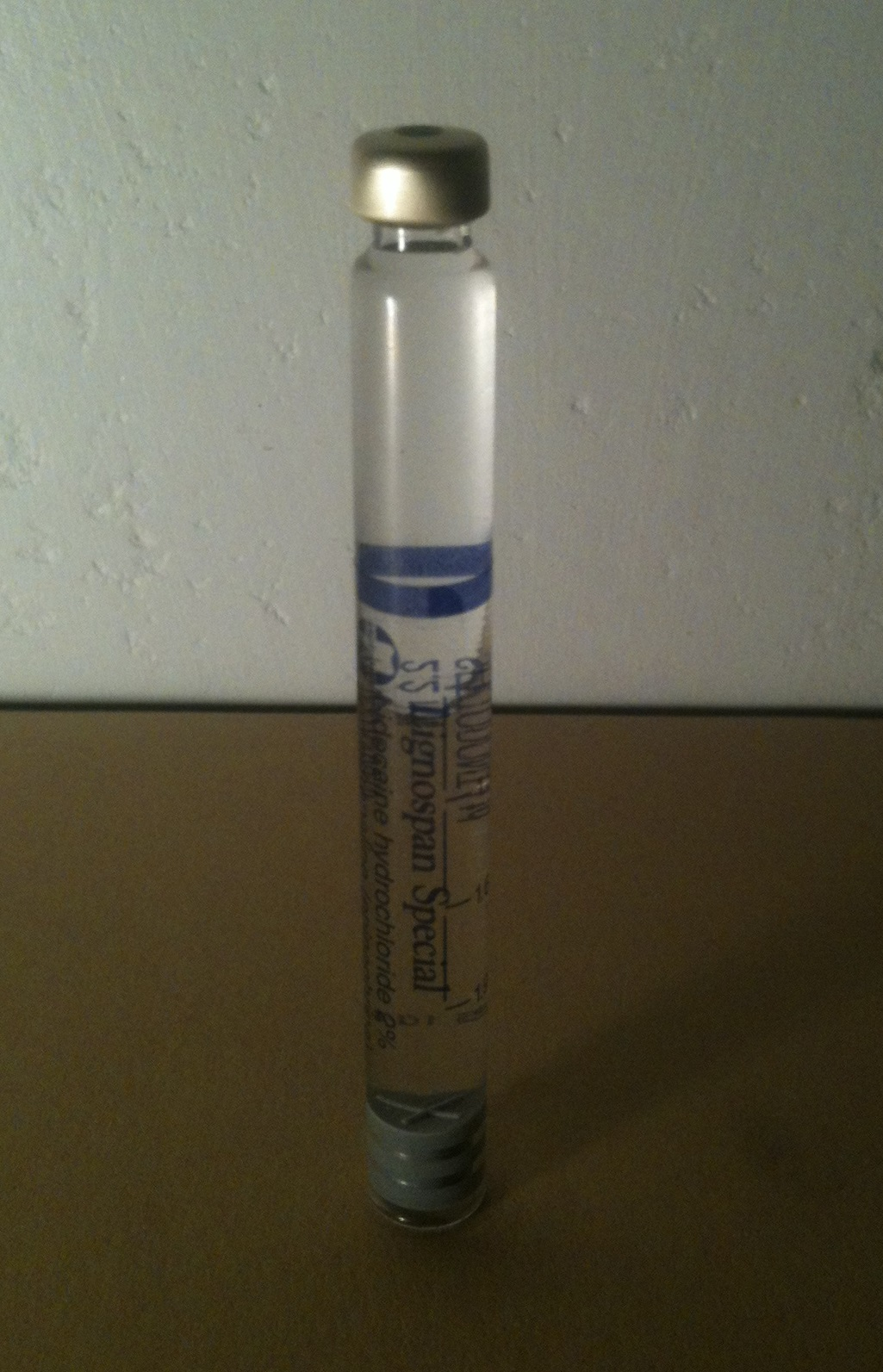
含2%鹽酸利多卡因及1:80,000腎上腺素的注射液。
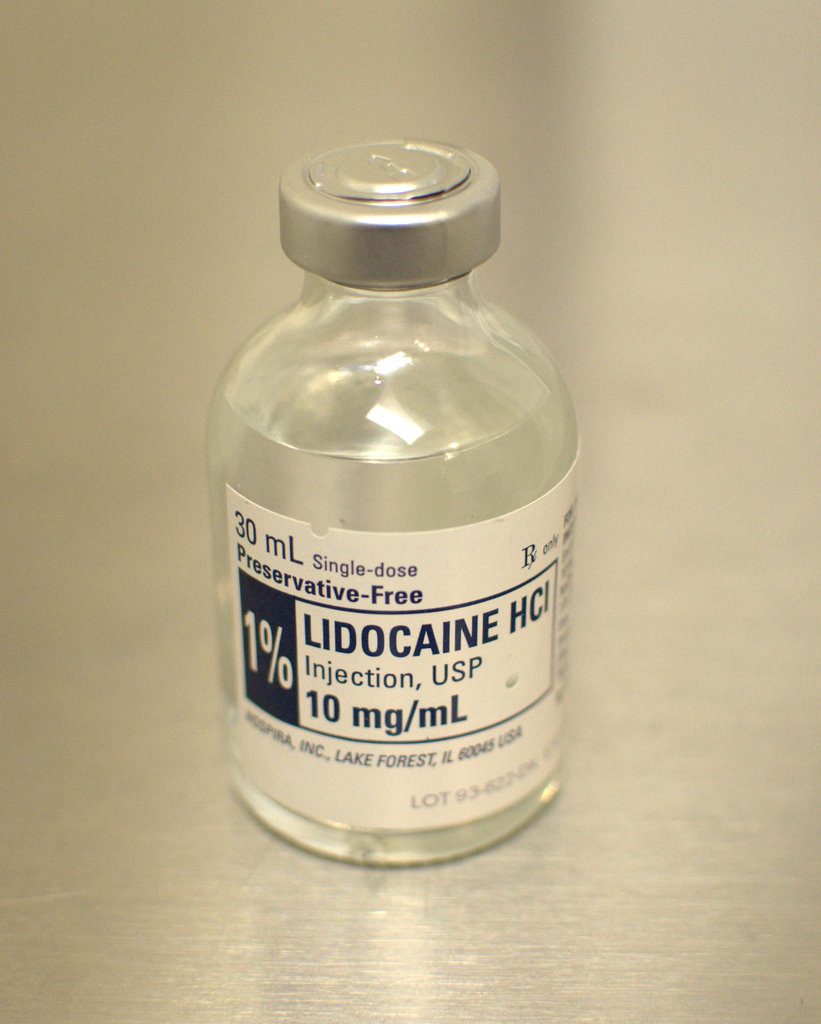
含1%鹽酸利多卡因的注射液。
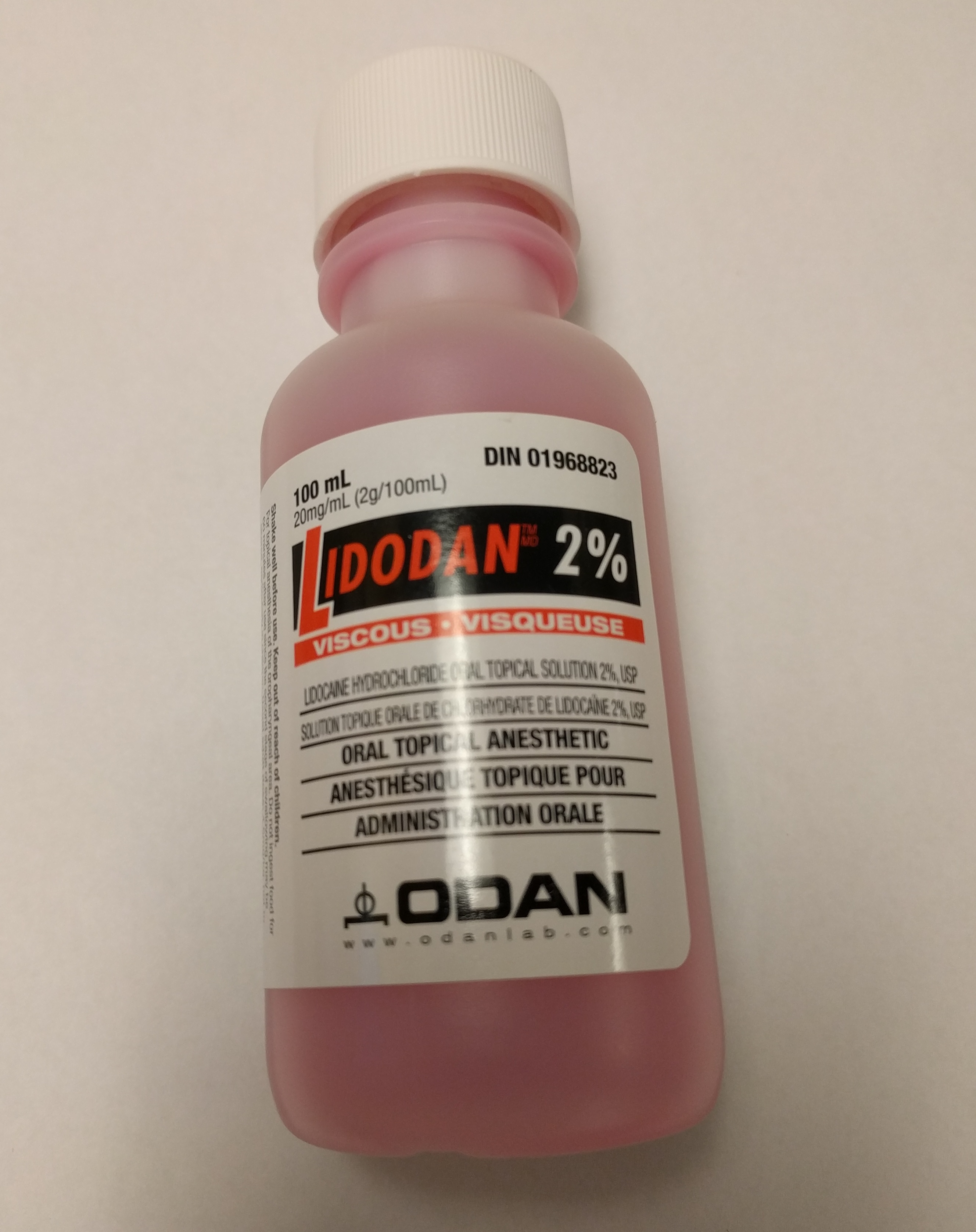
含2%利多卡因的黏稠式製劑。

### 品牌名稱
國際非專有藥名（INN）、英國藥典名稱（BAN）和澳大利亞藥典名稱（AAN）中的藥物名稱均為"lidocaine"。而之前的BAN及AAN則將將其稱為"lignocaine"。在澳大利亞，新舊名稱將同時顯示在產品標籤上，至少持續到2023年。
Xylocaine是一利多卡因的品牌名稱，指的是此製劑的主要合成結構單元（主要原料）為2,6-二甲苯胺 (2,6-xylidine)。

### 娛樂性用途
截至2021年，利多卡因尚未被世界反運動禁藥機構列為體育運動中的禁用物質。它會被用作古柯鹼和海洛因等街頭毒品的佐劑、摻雜劑和稀釋劑。它也是健身者使用的局部增強油的三種常見成分之一。

### 古柯鹼中的摻雜物
利多卡因常作為稀釋劑而添加到古柯鹼中。古柯鹼和利多卡因在塗抹時都會使牙齦麻木。這讓使用者產生高品質古柯鹼的錯覺，而實際上使用者取得的是稀釋過的產品。

### 藥典收載狀況
- 《日本藥典》 第15版
- 《美國藥典》第31版[59]

## 外部連結
- . MedlinePlus.
- US patent 2441498,Nils Magnus Loefgren & Bengt Josef Lundqvist,「Alkyl glycinanilides」,发表于1948-05-11,发行于1948-05-11,指定于ASTRA APOTEKARNES KEM FAB[永久]

Template:Neuropathic pain and fibromyalgia pharmacotherapies